# Schistidium falcatum
Schistidium falcatum är en bladmossart som beskrevs av Birgitta Bremer 1980. Schistidium falcatum ingår i släktet blommossor, och familjen Grimmiaceae. Inga underarter finns listade i Catalogue of Life.